# Frete.com
A Frete.com é uma empresa brasileira de tecnologia especializada em logística e transportes, reconhecida como o maior marketplace digital de fretes da América Latina e segunda maior do mundo, após a chinesa Full Truck Alliance (NYSE:YMM). Sua criação se deu pelo investimento do SoftBank e da Tencent de US$ 200 milhões.
Tem como missão eliminar as ineficiências no setor de transporte rodoviário de cargas.

## História
A empresa foi fundada em 2013 com o nome SontraCargo. Ao longo dos anos, a companhia expandiu suas operações através de aquisições e captação de investimentos de importantes fundos nacionais e internacionais. 
| Ano  | Evento |
| ---- | --- |
| 2013 | Fundação como SontraCargo, um dos primeiros marketplaces digitais de fretes no Brasil.                                                                 |
| 2014 | Captação de US$ 5 milhões em rodada Série A, com o fundo Valor Capital.                                                                                |
| 2016 | Captação de US$ 10 milhões na Série B com o Goldman Sachs e lançamento da unidade CargoX.                                                              |
| 2017 | Captação de US$ 35 milhões na Série C, novamente com o Goldman Sachs.                                                                                  |
| 2018 | Captação de US$ 45 milhões na Série D com a Blackstone.                                                                                                |
| 2019 | Aquisição da Fretebras, sua principal concorrente no agronegócio.                                                                                      |
| 2020 | Captação de US$ 100 milhões na Série E com a LGT Lightrock e o BID.                                                                                    |
| 2021 | Rebranding de SontraCargo para Frete.com e captação de US$ 200 milhões na Série F, com investidores como Tencent e SoftBank, tornando-se um unicórnio. |
| 2022 | Aquisição da AG Fretes e criação do produto FreteTMS.                                                                                                  |
| 2024 | Lançamento do FreteRisk, ferramenta antifraude, e do FretePago, uma fintech com soluções de crédito e pagamentos.                                      |
| 2025 | Início da expansão internacional com a operação da Flete.com no México.                                                                                |